# Салем бен Ладен
Салем бен Ладен (араб. سالم م. بن لادن; 4 січня 1946 — 29 травня 1988) — саудівський інвестор і підприємець. Глава компанії Saudi Binladin Group з 1972 по 1988 рік, заснованої його батьком Мухаммедом ібн Авадом. Також виступав як лідер сім'ї бен Ладен після загибелі свого батька. Салем був старшим зведеним братом Усами бен Ладена.

## Біографія
Будучи старшим сином Мухаммеда бен Ладена, засновника компанії Saudi Binladin Group і зведеним братом Усами бен Ладена, Салем бен Ладен здобував освіту в англійській приватній школі Міллфілд і очолив сім'ю бен Ладен після загибелі свого батька в авіакатастрофі в 1967 році. Салем керував великим інвестиційним портфелем сім'ї, зайнявшись його диверсифікацією, відповідав за розподіл сімейних доходів. Він також курирував індивідуальні плани навчання кожного зі своїх братів і сестер, включаючи зведених. Як і його батько він високо цінував близькі стосунки бен Ладенів з Саудівської королівською сім'єю. Салем надав фінансові кошти та підтримку Саудитам під час теракту в Мецці в 1979 році. При Салемі будівельна компанія «Saudi Binladin Group» стала входити і в інші галузі: у видобуток нафти та інших корисних копалин, будівництво нафтопроводів, водосховищ, каналізацій, трубопроводів і багато інших.
У власності у Салема бен Ладена був будинок в Орландо, в американському штаті Флорида, і він часто його використовував як місця відпочинку. Салем прекрасно володів англійською мовою, часто відвідував Лас-Вегас, грав на гітарі, носив джинси і мріяв одружитися на чотирьох жінках з чотирьох кінців світу.

## Загибель
Салем бен Ладен загинув 29 травня 1988 року, коли він випадково зачепив вежу електропередач в околицях Шерца, північно-східного передмістя Сан-Антоніо (штат Техас). Надлегкий літак, на якому він летів, впав на землю після торкання дроту. Салем, який не був одягнений в захисний шолом, помер від травм голови в результаті падіння. Національна рада з безпеки на транспорті не проводила розслідування авіаційних подій, оскільки повітряне судно було надлегким повітряним судном, яке не підпадало під їх мандат. Поліція Шерца, яка розслідувала інцидент, заявила в звіті, що Салем загинув в результаті нещасного випадку.
Цей епізод став другим в історії сім'ї бен Ладен випадком загибелі в авіакатастрофі. Батько Салема і засновник кампанії сім'ї також загинув при катастрофі літака, але в Саудівській Аравії в 1967 році. Третій випадок загибелі членів сім'ї бен Ладен в авіаційній пригоді трапився 31 Липня 2015 року, коли бізнес-джет зі зведеною сестрою Усами бен Ладена, Саною, і її мачухою Раджою Хашим зазнав аварії в аеропорту Блекбуш, в англійському графстві Гемпшир.